# Метрополитен на Палма де Майорка
Метрополитен на Палма де Майорка е метросистемата, обслужваща Палма де Майорка, столицата на Балеарските острови, Испания.
Открит е на 25 април 2007 г. Има 1 линия с дължина 7,2 км и 9 метростанции, като свързва центъра на града с Университета на Балеарските острови. Строежът на метрото продължава 2 години и е на стойност 312 млн. евро. Оперира се от компанията „Железопътни услуги на Майорка“ (Servicios Ferroviarios de Mallorca).

## Описание
По единствената линия на метрото на Палма де Майорка се движат 6 мотриси от CAF производство, с размери 2,55 м и 33 м. Разстоянието между релсите на метрото е 1000 мм., а електрическото захранване се осъществява посредством контактна мрежа. Почти всички метростанции се намират под земята с изключение на станция „Сан Сардина“. 2.6 км от линията на метрото е наземна. Тръбите на тунелите се намират на средна дълбочина от 8 м. Дължината на станциите е 80 м., а платформите им са с височина 1 м и ширина 5 м. Мотрисите се движат на интервал от 13 минути, което позволява дневно да се правят около 73 рейса във всяка посока. Работното време на метрото е от 06:15 ч. до 22:50 ч.